# Jareng
Jareng is een bestuurslaag in het regentschap Pidie van de provincie Atjeh, Indonesië. Jareng telt 185 inwoners (volkstelling 2010).